# Whetstone River
Der Whetstone River ist ein etwa 20 km (12,7 Meilen) langer rechter Nebenfluss des Minnesota River im Nordosten des US-Bundesstaates South Dakota, seine Mündung liegt jedoch südlich von Ortonville in Minnesota. Über den Minnesota River ist er Teil des Einzugsgebietes des Mississippi River. 
Der Name (‚Wetzstein-Fluss‘) ist eine Lehnübersetzung aus dem Dakota-Sioux. Der Geograph Joseph Nicollet gab ihn als Izuzah River wieder.

## Lauf
Der Whetstone River entsteht als Zusammenfluss seiner Quellflüsse (North Fork und South Fork Whetstone River) nordwestlich von Milbank und fließt ostwärts durch den Bezirk Grant an Big Stone City vorbei. Er mündet südlich von Ortonville, etwas weniger als einen halben Kilometer nachdem er die Staatsgrenze zu Minnesota überquert hat, in den Minnesota River, kurz nach dessen Austritt aus dem Big Stone Lake. Ein Deich leitet einen Teil des Whetstone Rivers in den Big Stone Lake.
Die beiden Quellflüsse, der North Fork Whetstone River und der South Fork Whetstone River, entspringen auf der Hochebene Coteau des Prairies. Der nördliche Arm fließt in südöstlicher Richtung durch den Roberts County an der Stadt Wilmot vorbei, der südliche Arm fließt im Grant County westwärts an der Stadt Milbank vorbei.